# Andreas Henze
Andreas Henze (* 27. November 1833 in Viernau; † 24. Mai 1925 in Arnsberg) war ein deutscher römisch-katholischer Priester, Gymnasialprofessor am Gymnasium Laurentianum Arnsberg und Meteorologe.

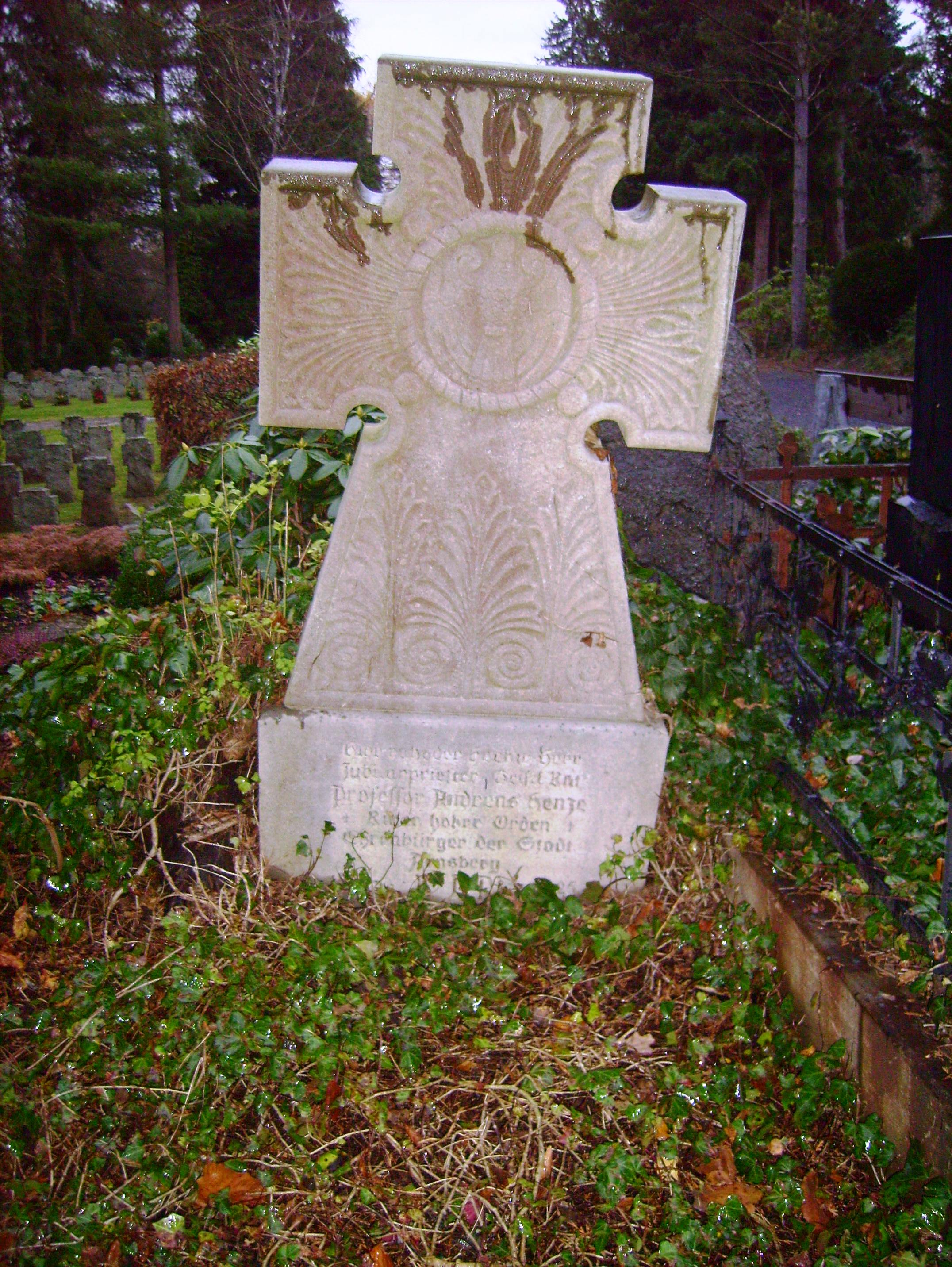
Grab Henzes

## Leben
Andreas Henze war Sohn eines Försters und besuchte das Gymnasium in Heiligenstadt. Danach studierte er katholische Theologie in Münster. 
Während seines Studiums wurde er 1857 Mitglied der KDStV Sauerlandia Münster im CV. Nach der Priesterweihe 1861 studierte er Mathematik und Naturwissenschaften. Dabei widmete er sich besonders der Astronomie und der Meteorologie. Er legte 1865 das Staatsexamen für den höheren Schuldienst ab. Danach arbeitete er zunächst als Assistent für den Astronomen Eduard Heis. Dabei galt seine besondere Aufmerksamkeit der Beobachtung von Sternschnuppen. Sein schulisches Probejahr leistete er am Gymnasium Theodorianum in Paderborn ab. Im Jahr 1876 wechselte er an das Gymnasium Laurentianum in Arnsberg. Er unterrichtete Mathematik und Naturwissenschaften. Ab 1889 war er dort Oberlehrer und 1893 wurde ihm der Titel eines Professors verliehen. Im Jahr 1899 schied er aus dem Schuldienst aus.
Über seine schulischen Pflichten hinaus widmete sich Henze intensiv der Meteorologie. Als anerkannter Experte war er über die Region hinaus bekannt. Er hat sich Verdienste um den Aufbau und den Ausbau der Wetterstation in Arnsberg des preußischen Meteorologischen Instituts und der Klimaforschung im Sauerland erworben. Bei der jährlichen Tagung der meteorologischen Abteilung der Deutschen Naturforscherversammlung führte er aus Anerkennung für seine Leistungen den Vorsitz.
Er hat sich auch um die umfangreiche Schmetterlingssammlung von etwa 11000 Exemplaren im naturhistorischen Kabinett der Schule gekümmert und dazu umfassende Berichte in den Jahresberichten des Gymnasiums verfasst.
Henze wurde volkstümlich als Wettermaker des Sauerlandes bezeichnet. Im Jahr 1919 wurde ihm das Ehrenbürgerrecht der Stadt Arnsberg verliehen. Anlässlich seines diamantenen Priesterjubiläums 1921 wurde ihm der Ehrentitel eines Geistlichen Rates verliehen.  Während des Festes zu seinen Ehren wurde ein Lied mit der Strophe gesungen: „Er zählt der Blitze Donnerschlag, er moißt der Regen Menge, er rechnet Hitz und Kälte nach, des Sturms arg Gedränge.“ Heute erinnert eine Straße in Arnsberg an Henze. Begraben ist er auf dem Eichholzfriedhof in Arnsberg.

## Schriften
- Das Klima von Arnsberg. Arnsberg 1897ff [mehrere Folgen].
- Die Schmetterlings-Sammlung des Gymnasiums. In: Jahresbericht über das Laurentianum zu Arnsberg. 1883, 1884, 1885.